# كتارا

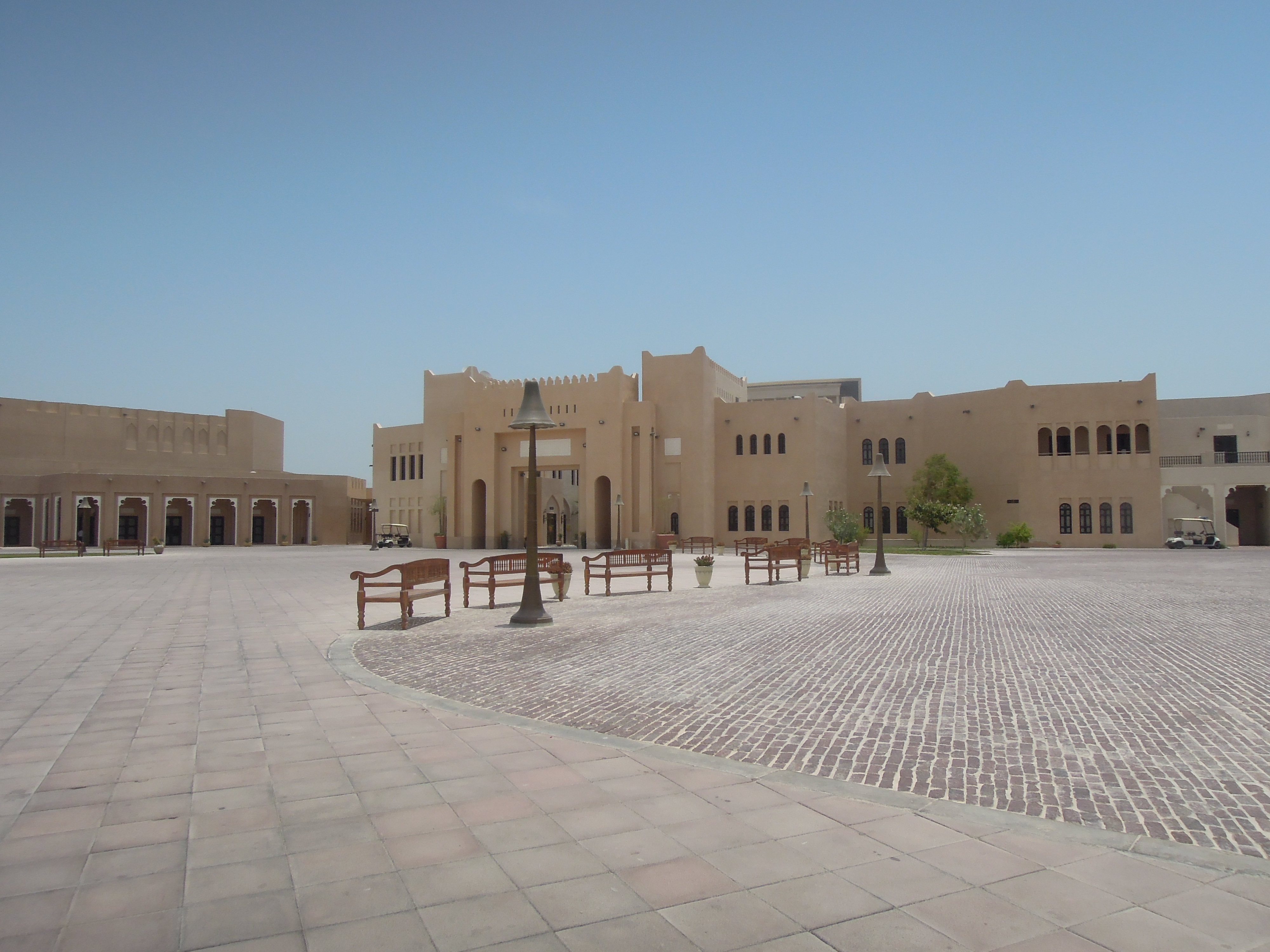
ساحة كتارا

كتارا (بالإنجليزية: Katara) هو حي ثقافي يقع في الدوحة، ويهدف إلى تعزيز الحركة الثقافية في قطر، ودعم الطاقات الإبداعية عبر مختلف مرافقه ومبانيه. وهو ملتقى لجميع المثقفين والفنانين، ومركز لتعزيز الوعي الثقافي عبر المهرجانات، والمعارض، والندوات، والحفلات الموسيقية، وكل أشكال التعبير الفني.

## التسمية
“كتارا” (katara) هو أول وأقدم مسمى استخدم للإشارة إلى شبه الجزيرة القطرية في الخرائط الجغرافية والتاريخية منذ العام 150 ميلادي، وقد ظهر هذا الاسم للمرة الأولى في خرائط كلوديوس بطليموس عام 150م، والتي صدرت عام 882 هـ-1477 م، وبعد ذلك في أطلس تاريخ الإسلام، حيث حدّدت الخرائط شعوب شبه الجزيرة العربية في منتصف القرن الثاني الميلادي، كما حدّدت موقع قطر الجغرافي تحت اسم كتارا Catara جنوب غرب مدينة الجرهاء، غرب مدينة كدارا.
أما اسم “كتارا” (Katara)، فظهر في الخرائط الجغرافية والتاريخية في أوائل القرن الثامن عشر الميلادي، وفي خريطة فرنسية للساحل شبه الجزيرة العربية وللبحر والخليج، حيث كُتب اسم كتارا على شكل Katara بدلاً من Catara واستخدمت هذه التسمية من قبل الجغرافيين منذ صدور خريطة بطليموس عام 150 وحتى عام 1738 م.

## الحي الثقافي كتارا
يعتبر شارع شكسبير من أشهر شوارع كتارا ويوجد بالحي عدد من مطاعم مثل: مطعم جاكليت، مطعم ال سيجار، مطعم خان فاروق ((مطعم مصري))، مطعم سكر باشا، مطعم ريد فيلفيت، مطعم زعفران ((مطعم هندي))، مطعم ماميك ((مطعم لبناني-أرميني))، مقهى جباتي وكرك ((أشهر مطاعم كتارا))، مطعم لوزار البحري.
كما من أشهر معالم الحي الثقافي ((كتارا))
الواجهة البحرية لكتارا ((شاطئ كتارا))
المسرح المكشوف
مسرح دراما
استديوهات كتارا للفن
قاعة كتارا
جامع كتارا الكبير
اكاديمية قطر للموسيقى
المركز الثقافي للطفولة
اوكسترا قطر الفلهارومونية
مركز بداية
جمعية القناص القطرية
المتحف العربي للطوابع
مركز الفنون البصرية
هيئة متاحف قطر
منتدى العلاقات العربية والدولية
مؤسسة الدوحة للافلام
اذاعة صوت الخليج
مركز كتارا للفن
الجمعية القطرية للفنون التشكيلية
الجمعية القطرية للتصوير الضوئي
مجلة بروق
مجلس الشعراء
كما يتم حاليا توسعة الحي الثقافي مستقبلا بحيث يكون اوسع 

## وصلات خارجية
http://www.katara.net/